# 海洋RNA病毒属
海洋RNA病毒属（学名：Marnavirus ）是海洋RNA病毒科下的一个属。

## 下属物种
本属包括以下物种：
- 赤潮異彎藻RNA病毒 Heterosigma akashiwo RNA virus